# Thomas Schwab
Thomas Schwab (Berchtesgaden, 20 de abril de 1962) es un deportista alemán que compitió para la RFA en luge en la modalidad doble.
Participó en dos Juegos Olímpicos de Invierno, entre los años 1984 y 1988, obteniendo una medalla de bronce en Calgary 1988, en la prueba doble (junto con Wolfgang Staudinger).
Ganó una medalla de bronce en el Campeonato Mundial de Luge de 1987 y dos medallas de oro en el Campeonato Europeo de Luge de 1988.

## Palmarés internacional
| Representando a la RFA |                  |                   |        |
| Juegos Olímpicos       |                  |                   |        |
| Año                    | Lugar            | Medalla           | Prueba |
| 1988                   | Calgary (Canadá) | Medalla de bronce | Doble  |
| Campeonato Mundial     |                  |                   |        |
| Año                    | Lugar            | Medalla           | Prueba |
| 1987                   | Igls (Austria)   | Medalla de bronce | Doble  |
| Campeonato Europeo     |                  |                   |        |
| Año                    | Lugar            | Medalla           | Prueba |
| 1988                   | Königssee (RFA)  | Medalla de oro    | Doble  |
| 1988                   | Königssee (RFA)  | Medalla de oro    | Equipo |